# Memphis-mafiaen
Memphis-mafiaen er det uofficielle navn på den stab af body-guards, sikkerhedsfolk og medhjælpende venner, der konstant befandt sig i nærheden af Elvis Presley.
Der var tale om en klike på – i perioder – op til 30 personer; rygklappere, skolekammerater, soldaterkammerater og andre venner. Det startede allerede tidligt i Presleys karriere og fortsatte til hans død, og selve navnet fik de i Las Vegas i starten af 1960'erne, da gruppen på en løssluppen tur i byen havde mødt en journalist på en natklub. Hun skrev i næste dags avis en artikel, hvori hun kaldte dem The Memphis Mafia som en pendant til Frank Sinatras The Rat Pack. Navnet blev hængende, selv om Elvis selv yndede at kalde dem El's Angels – Elvis' Engle.
Gruppen stod til disposition for Elvis Presley døgnet rundt, året rundt og fungerede som et menneskeligt værn mod verden udenfor. De fulgte ukritisk Elvis' mindste vink og fik til gengæld en god løn foruden dyre gaver, så som smykker, ure og biler. Medlemmer af Memphis-mafiaen måtte alle ukritisk underkaste sig enhver af Elvis' luner. Ingen af gruppens medlemmer fortalte om forholdene før kort før Elvis' død, da to af dem, fætrene West, udsendte den afslørende bog Elvis, What Happened?, der stillede kritiske spørgsmål til Elvis Presleys levevis.

## Den faste stab
Den faste stab i Memphis-mafiaen bestod af bl.a.:
- Red West,

nær ven af Elvis helt tilbage fra skoletiden. Bidrog kunstnerisk til Elvis' karriere, bl.a. som medforfatter til flere af Elvis' sange. Begyndte at arbejde for Elvis i 1955 og havde biroller i stort set samtlige Elvisfilm.
- Sonny West,

fætter til Red West og mødte ligeledes Elvis i skolen. Var ansvarlig for Elvis' store bilpark og boede i en periode i Graceland. Havde biroller i filmene Kid Galahad og Stay Away, Joe.
- Charlie Hodge,

mødte Elvis første gang den 19. september 1958, hvor de begge var indkaldt som soldater. Efter soldatertiden boede han på Graceland, og de næste 17 år var han stort set altid i nærheden af Elvis. Han var medkomponist til sangen "You'll Be Gone" og havde biroller i nogle af Elvis' film, bl.a. Clambake' og Charro!.
- Lamar Fike[6],

var med i Memphis-mafiaen fra 1957 til 1977 og ledsagede Elvis under hans ophold i Bad Nauheim i Tyskland.
- Jerry Schilling,

var med i gruppen fra 1964 til 1976, hvor han blev manager for bl.a. The Beach Boys. Var den bedst uddannede af Memphis-mafiaen og var med i en birolle i Elvis-filmen The Trouble With Girls.
- Joe Esposito,

roadmanager, bodyguard og nær ven af Elvis Presley. De mødte hinanden som soldater under udstationeringen til Tyskland, hvor Esposito ledsagede Elvis under ture til Frankfurt og Paris. Boede på Graceland og var den højst betalte af gruppen. Var med ved Elvis' bryllup og var til stede da Elvis blev fundet livløs i Graceland den 16. august 1977. Var med til at bære kisten ved Elvis' begravelse.
- Cliff Gleaves,

var med fra starten og frem til 1972. Gleaves var bl.a. med, da Elvis var udstationeret i Tyskland. Han boede på Graceland mens han arbejdede for Elvis.
- Alan Fortas,

kom med i "mafiaen" da han i 1958 var bodyguard for Elvis under optagelserne til filmen King Creole. Blev bestyrer af Elvis Presleys farm, Circle G Ranch.
- Marty Lacker,

skolekammerat til Elvis. Var med i Memphis-mafiaen i årene 1960 til 1967. Var regnskabsfører og sekretær for Presley gennem en årrække. Han var med ved Elvis og Priscillas bryllup i Las Vegas.
- George Klein,

skolekammerat fra Humes High School i Memphis. Var med i Memphis-mafiaen i alle årene. Han var med ved Elvis og Priscillas bryllup i Las Vegas og var med til at bære kisten ved Elvis' begravelse.
- Bill Smith,

var fætter til Elvis.